# Luísa Sobral
Luísa Maria Vilar Braamcamp Sobral (Lisboa, 18 de septiembre de 1987), conocida simplemente como Luísa Sobral, es una cantante y compositora portuguesa. Compuso la canción Amar pelos dois, interpretada por su hermano Salvador Sobral, que ganó el Festival de la Canción de Eurovisión 2017.

## Vida personal
Su padre es Salvador Luís Cabral Braamcamp Sobral (Santos-o-Velho, Portugal, 21 de mayo de 1955, nieto del 4° Conde de Sobral) y su madre es Luísa Maria Cabral Posser Vilar (Nossa Senhora da Anunciada, Portugal, 25 de agosto de 1960), tiene un hermano menor, Salvador Sobral (28 de diciembre de 1989), que como ella participó en los Ídolos y que se estrenó discograficamente en 2016. Ganó el Festival de la Canción de Eurovisión 2017 con una canción de ella.
Luísa Sobral anunció su embarazo en enero de 2016, aunque no reveló quién era el padre del niño. El pequeño se llama José. En noviembre de 2017 anunció su segundo embarazo. La cantante dio a luz a su segunda hija, Rosa, en junio de 2018. En 2020 dio a luz a su hija Camila. En 2022 nació su cuarto hijo, Salvador.

## Carrera
Salió del anonimato en 2003, con 16 años, como participante en el programa Ídolos, de la Sociedade Independente de Comunicação donde quedó en tercer lugar. Poco tiempo después viajó a Estados Unidos para estudiar en la Berklee College of Music, donde terminó la licenciatura en 2009.
Estrenó el álbum, The Cherry On My Cake, el 14 de marzo de 2011, que en la primera semana alcanzó la tercera posición de las tablas en Portugal. y después con su álbum There's a Flower in My Bedroom, en el 2013 quedó en segunda posición en las tablas en Portugal. En el 2012, es la tercera artista portuguesa en actuar en el programa Jools Holland, presentando canciones suyas y dividiendo el escenario con Melody Gardot. Sobral hizo también algunas de las aperturas de la cantante estadounidense.
En el 2012 grabó con Alejandro Sanz (Bailo con vos) y David Fonseca It Shall Pass. Y en el 2016 lanzó su álbum Luísa salió presentado en vivo en el país. El disco fue grabado en Los Ángeles, en el United Recording Studios, en donde en la producción estuvo Joe Henry, ganador de tres Premios Grammy.
Luísa ha estado en varios programas televisivos y ha compuesto y da voz a la banda sonora de la serie infantil Bairro do Panda, sigue en su posición internacional por espectáculos en importantes salas de eventos en España, Francia, Inglaterra, Escocia, Suiza, Alemania, Turquía, Israel, Marruecos y China.

### Reconocimientos
Durante su estancia en los Estados Unidos, fue nombrada en las categorías como Best Jazz Song, en el Malibu Music Awards en 2008; Best Jazz Artist en Hollywood Music Awards; International Songwirting Competition en el 2007 y The John Lennon Songwriting Competition también en el 2008. También fue nominada a dos premios Globos de Oro.

### Influencias
Entre sus influencias, se destacan personajes como Billie Holiday, Ella Fitzgerald, Chet Baker, Björk, Regina Spektor, Rui Veloso, Jorge Palma, Bernardo Sassetti, Sara Tavares, Maria João y Mário Laginha.

### Discografía

#### Álbumes
| Títulos                        | Detalles                                                                                           |
| ------------------------------ | -------------------------------------------------------------------------------------------------- |
| The Cherry on My Cake          | - Lanzado: 2011 - Discográfica: Universal Music - Formatos: Descarga digital, CD                   |
| There's a Flower in My Bedroom | - Lanzado: 2013 - Discográfica: Universal Music - Formatos: Descarga digital, CD                   |
| Lu-Pu-I-Pi-Sa-Pa               | - Lanzado: 2014 - Discográfica: Universal Music - Formatos: Descarga digital, CD                   |
| Luísa                          | - Lanzado: 18 de noviembre de 2016 - Discográfica: Universal Music - Formato: Descarga digital, CD |
| Às 5as no jardim               | - Lanzado: 2018 - Discográfica: Universal Music - Formatos: Descarga digital, CD                   |

#### Sencillos
| Títulos             | Años | álbumes                        |
| ------------------- | ---- | ------------------------------ |
| "Clementine"        | 2010 |                                |
| "Not There Yet"     | 2011 | The Cherry on My Cake          |
| "Xico"              | 2011 | The Cherry on My Cake          |
| "Mom Says"          | 2013 | There's a Flower in My Bedroom |
| "My Man"            | 2016 | Luísa                          |
| "Alone"             | 2016 | Luísa                          |
| "O Melhor Presente" | 2018 |                                |

#### Colaboraciones
| Artistas                                         | Años | Títulos                                           |
| ------------------------------------------------ | ---- | ------------------------------------------------- |
| Cuca Roseta                                      | 2011 | Cuca Roseta (álbum)                               |
| Greg Ruggiero                                    | 2011 | My Little One (álbum)                             |
| Ana Moura                                        | 2012 | A Minha Estrela                                   |
| Alejandro Sanz                                   | 2012 | La música no se toca (Edição Especial Portuguesa) |
| João Hasselberg                                  | 2013 | The Ballad Of The Sad Cafe                        |
| Noiserv                                          | 2013 | I Was Trying Te lo Sleep When Everyone Woke Up    |
| They're Heading West                             | 2015 | I'll Be Waiting                                   |
| Anaquim                                          | 2016 | Há Sempre Qualquer Coisa                          |
| Rancho de cantadores de Aldeia Nova de São Bento | 2016 | Rose                                              |
| Salvador Sobral                                  | 2017 | Amar pelos dois                                   |
| Sabela Ramil                                     | 2019 | Dame una señal                                    |

## Distinciones honoríficas
- Comandante de la Orden del Mérito (República Portuguesa, 23/04/2018).[16][17]